# C/1813 C1
Komet Pons ali C/1813 C1 je komet, ki ga je odkril francoski astronom Jean-Louis Pons 4. februarja 1813 v Marseillu, Francija.

## Značilnosti
Komet je imel parabolično tirnico. Soncu se je najbolj približal 4. februarja 1813, ko je bil na razdalji približno 0,7 a.e. od Sonca.